# 八斗山321峰
八斗山321峰，又稱為八斗山或八斗子山，:102、115是台灣新北市萬里區野柳里的一座山峰，位於標高360公尺的八斗山與標高255公尺的北八斗山之間，標高321公尺。該山西側為流經基金公路臨海橋的無名溪流，東側為流經基金公路國聖橋的無名溪流。
八斗山321峰是一座獨立火山，其組成岩石主要為角閃安山岩。:138該山屬於大屯火山群之下的湳子山亞群。
在台灣火山學界，八斗山321峰與西南側的八斗山有時被分別稱為八斗子山與湳子山；:138有時則被同稱為八斗子山（或八斗山），但後綴數字或英文字母以區別之。:102、115